# Konstanze Breitebner

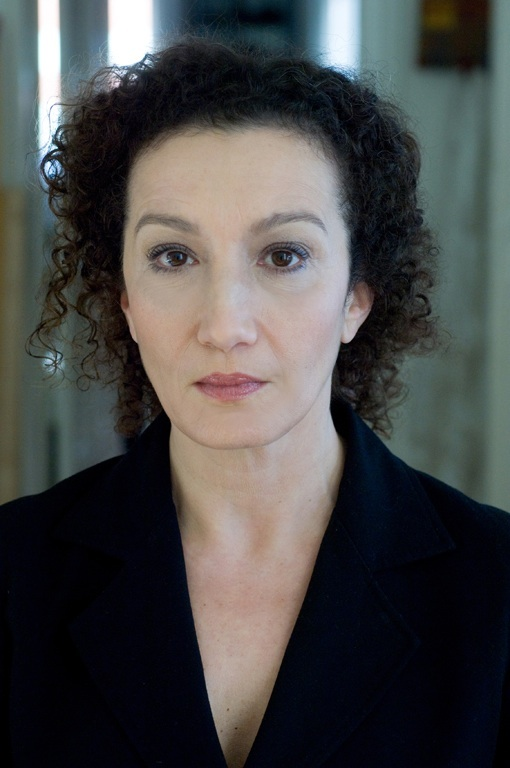
Konstanze Breitebner, 2011

Konstanze Breitebner (* 31. Dezember 1959 in Wien) ist eine österreichische Schauspielerin, Drehbuchautorin und Schriftstellerin. Sie lebt in Wien.

## Leben
Konstanze Breitebner besuchte das Gymnasium Wenzgasse im 13. Wiener Gemeindebezirk Hietzing und erhielt dann ihre Ausbildung an der Schauspielschule Krauss in Wien und an der École internationale de Théâtre Jacques Lecoq in Paris. Es folgten Theaterengagements am Volkstheater Wien, am Theater Bonn, am Theater in der Josefstadt in Wien und bei den Sommerfestspielen Reichenau. Sie arbeitete mit bekannten Regisseuren und spielte auch in zahlreichen Fernsehspielen und -filmen wie Das unbezähmbare Herz, Regie Karl Kases, mit Sonja Kirchberger, Dietmar Schönherr, Bernd Herzsprung und Miroslav Nemec, Mozart. „Ich hätte München Ehre gemacht“, Regie Bernd Fischerauer, mit Konstantin Wecker oder Vom Ende der Eiszeit, Regie: Friedemann Fromm.
Der Einstieg als Drehbuchautorin gelang Breitebner im Jahr 2004 mit Paradies in den Bergen (ORF/ARD), mit 6,8 Mio. Zusehern in Deutschland und 1 Mio. in Österreich, ein aufsehenerregendes Debüt. Dann folgten unter anderem
- 2006 Episoden für die ZDF-Fernsehserie Das Traumschiff
- 2007 Liebe für Fortgeschrittene, eine bittersüße Komödie (ORF/ARD)
- 2008 Kreuzfahrt ins Glück (ZDF)
- 2009 Schatten der Vergangenheit (Der laufende Berg) (ORF/ARD)0
- 2010 Meine Tochter nicht (ORF/SAT1)
- 2010 Das Alptraumhaus (ORF)

2007 kehrte sie zum Theater zurück: Sie war als Célimène in Molières Der Menschenfeind am Landestheater St. Pölten zu sehen. Die Fortuna in Calavattis Traum im Wiener Lustspielhaus war eine weitere Theaterarbeit. Im „Theater zum Himmel“ im Hörbigerhaus war sie 2008 Ensemblemitglied für einen „Schnitzler-Abend“, 2009 folgte ein Auftritt in Hugo von Hofmannsthals Der Schwierige als Antoinette Hechingen.
Ebenfalls 2009 verfasste sie ihr erstes Theaterstück Liebe im Fluss: Ein Paar in der Mitte des Lebens, die beiden haben einiges hinter sich und noch viel mehr vor sich, wie geht man nach den Seitensprüngen miteinander um? Mit viel Charme und Witz werden die Tiefen des ehelichen Daseins ausgelotet. 2010 hatte sie eine Rolle in der Uraufführung Geisterbahn von Lida Winiewicz im stadtTheater walfischgasse. Im Juni 2010 stand sie unter dem Titel Würden Sie, wenn ich könnte (Texte und Lieder, Musik von Béla Koreny) in der Art Lounge des traditionsreichen Wiener Café Korb, gemeinsam mit dem österreichischen Filmschauspieler Helmut Berger auf der Bühne. Im Jahr 2024 veröffentlichte Breitebner mit Tod auf der Unterbühne ihren ersten Kriminalroman.

### Privates
Seit 1984 ist der Drehbuchautor Peter Mazzuchelli ihr Lebenspartner, am 5. Februar 2017 wurde geheiratet. Die beiden haben eine gemeinsame Tochter, Laura Mazzuchelli (* 1988), die von 2001 bis 2002 in sechs Folgen der Fernsehserie Medicopter 117 – Jedes Leben zählt eine Rolle als Laura Wächter hatte.

## Filmografie (Auswahl)

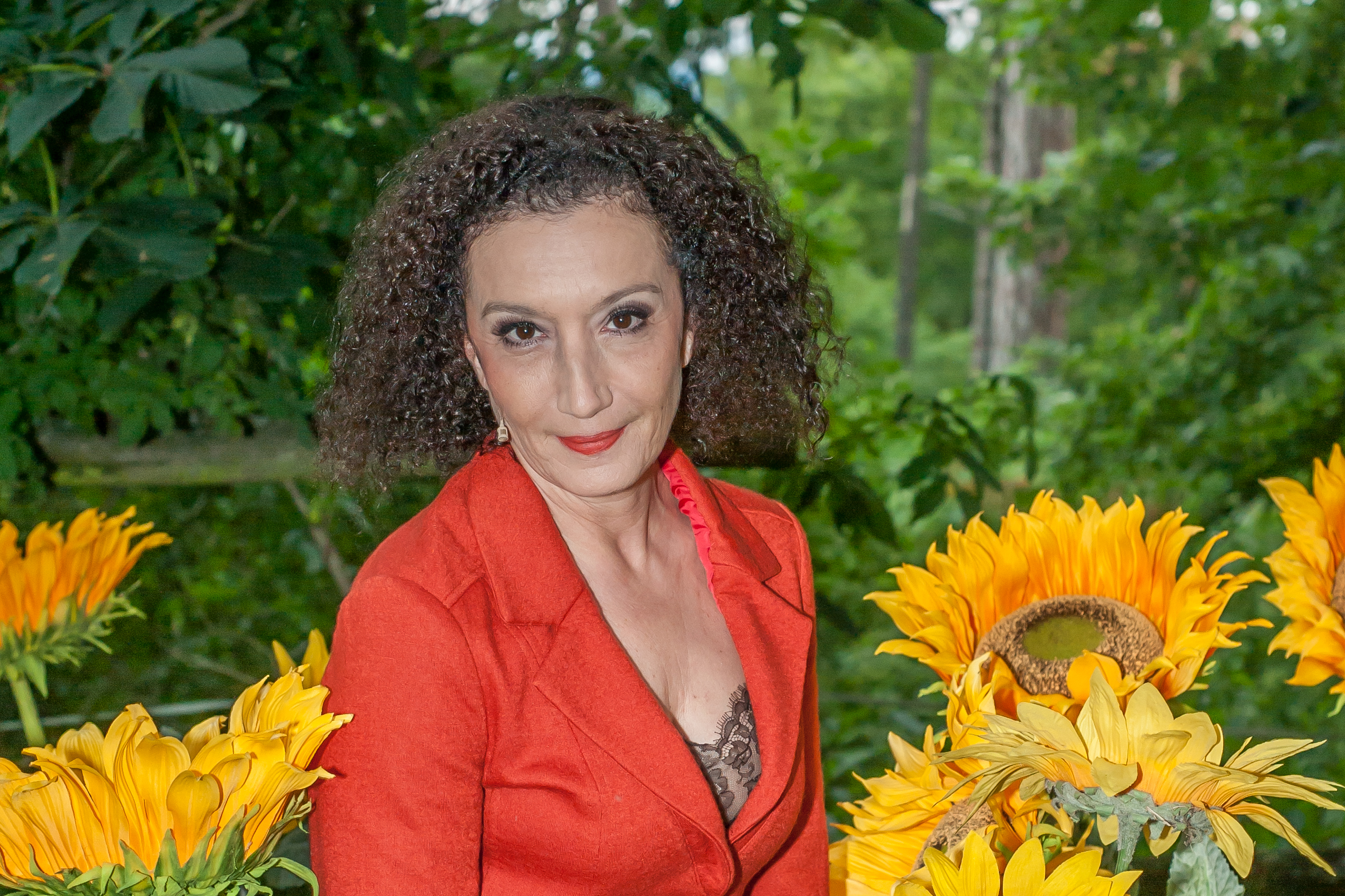
Konstanze Breitebner, 2016

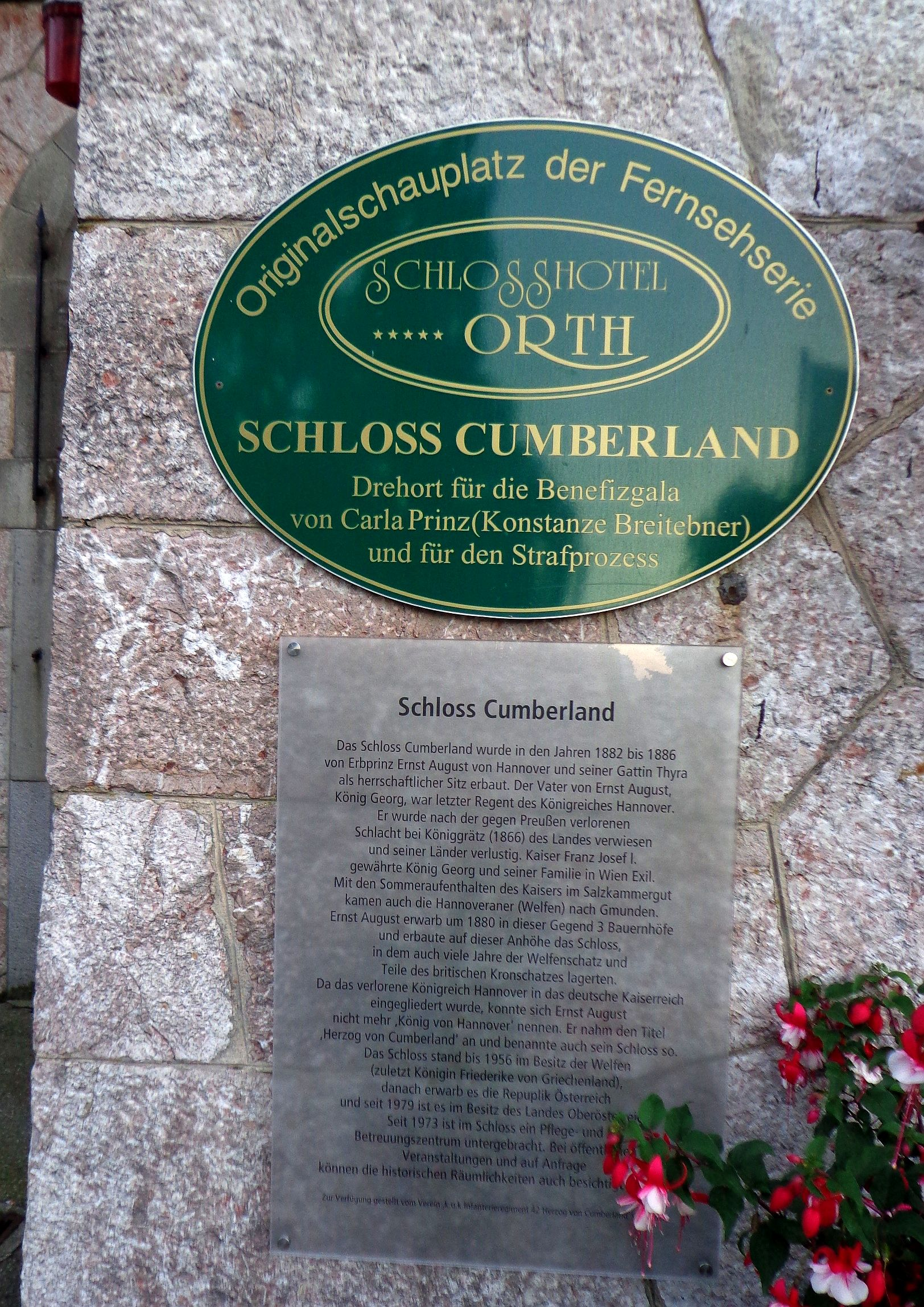
Gmunden, Schloss Cumberland: Informationsschild zur TV-Serie Schlosshotel Orth mit Hinweis auf Konstanze Breitebner

### Kino
- 1983: Eine blaßblaue Frauenschrift, Regie: Axel Corti
- 1988: Hildegard von Bingendorf, Regie: Georg Lhotsky
- 1988: Day and Night, Regie: Peter Mazzuchelli
- 1990: Ein Haus in Jerusalem, Regie: Georg Lhotsky
- 1992: Giulia Super, Regie: Michael Cencig
- 1993: Mesmer, Regie: Roger Spottiswoode
- 1994: Etwas am Herzen (Something at Heart), Regie: Michael Cencig
- 1995: Das Wunschkind, Regie: Gabriela Zerhau
- 1996: Wanderjahre, Regie: Bernd Fischerauer
- 1996: Schwurgericht – Der Weihnachtsmörder, Regie: Frank Guthke
- 1996: Workaholic, Regie: Sharon von Wietersheim
- 2004 Sommer mit den Burggespenstern, Regie: Bernd Neuburger

### Fernsehen
- 1985: Strindberg, ett liv, Regie: Johan Bergenstrahle, Kjell Grede (TV-Mehrteiler)
- 1992: Der Salzbaron (A Perfect Scoundrel), Regie: Bernd Fischerauer (TV-Mehrteiler)
- 1995: Auf immer und ewig (TV-Mehrteiler)
- 1996: Spatz in der Hand, Regie: Heidi Kranz
- 1997: Polizeiruf 110: Feuer!, Regie: Maria Knilli
- 1997: Der Weihnachtsmörder, Regie: Frank Guthke
- 1998: Nikola (TV-Serie, zwei Folgen)
- 1998: Tatort: Gefährliche Zeugin, Regie: Klaus Gietinger
- 1998: Liebe und weitere Katastrophen, Regie: Bernd Fischerauer
- 1998: Der letzte Zeuge (TV-Serie, acht Folgen)
- 1998: Fieber – Ärzte für das Leben (TV-Serie)
- 1998: Sylvia – Eine Klasse für sich (TV-Serie)
- 1999: Stan Becker – Auf eigene Faust, Regie: Frank Guthke
- 1999: Tatort: Nie wieder Oper, Regie: Robert-Adrian Pejo
- 1999: Liebe und weitere Katastrophen, Regie: Bernd Fischerauer
- 1999: Das Traumschiff – Bali, Regie: Michael Steinke
- 1999: Dr. Stefan Frank – Der Arzt, dem die Frauen vertrauen: Und führe mich nicht in Versuchung
- 2000: Kommissar Rex: Jagd nach dem ewigen Leben
- 2000–2003: Julia – Eine ungewöhnliche Frau (TV-Serie, 34 Folgen)
- 2002–2006: Schlosshotel Orth (TV-Serie, 34 Folgen)
- 2001: Uprising – Der Aufstand
- 2001: Medicopter 117 – Jedes Leben zählt (TV-Serie, eine Folge)
- 2001: SOKO Leipzig
- 2001: Der Held an meiner Seite, Regie: Peter Deutsch
- 2003: Paradies in den Bergen, Regie: Hartmut Griesmayr
- 2003: Sommer mit den Burggespenstern (Summer with the Ghosts), Regie: Bernd Neuburger
- 2003: Krista (TV-Serie, sechs Folgen)
- 2004: Das unbezähmbare Herz, Regie: Karl Kases
- 2005: Mozart. „Ich hätte München Ehre gemacht“, Regie: Bernd Fischerauer
- 2006: Vom Ende der Eiszeit, Regie: Friedemann Fromm
- 2006: Eine Krone für Isabell, Regie: Michael Keusch
- 2007: SOKO Kitzbühel: Der Tod kommt um elf, Regie: Regina Huber
- 2007: Die Rosenheim-Cops: Der Mörder-Stier
- 2009: tschuschen:power: Breaker-Battle
- 2012: Schnell ermittelt
- 2021: Augustus – Es kann nur einen geben, Regie: Stefan Ludwig
- 2022: SOKO Donau: Der große Mitch (TV-Spielfilm), Regie: Sophie Allet-Coche

## Drehbücher
- 2004: Paradies in den Bergen
- 2005–2007: Traumschiff: Vancouver, Myanmar, China
- 2008: Kreuzfahrt ins Glück Florida
- 2008: Liebe für Fortgeschrittene
- 2009: Der laufende Berg
- 2010: Das Alptraumhaus
- 2010: Meine Tochter nicht
- 2014: Die Fremde und das Dorf
- 2016: Ein Geheimnis im Dorf – Schwester und Bruder
- 2017: Treibjagd im Dorf
- 2018: Landkrimi – Grenzland
- seit 2018: Dennstein & Schwarz (Fernsehfilmreihe)
  - 2018: Sterben macht Erben
  - 2019: Pro bono, was sonst!
  - 2020: Rufmord

## Belletristik
- Tod auf der Unterbühne. Krimi. Servus, Elsbethen 2024, ISBN 978-3-7104-0374-3.

## Auszeichnungen

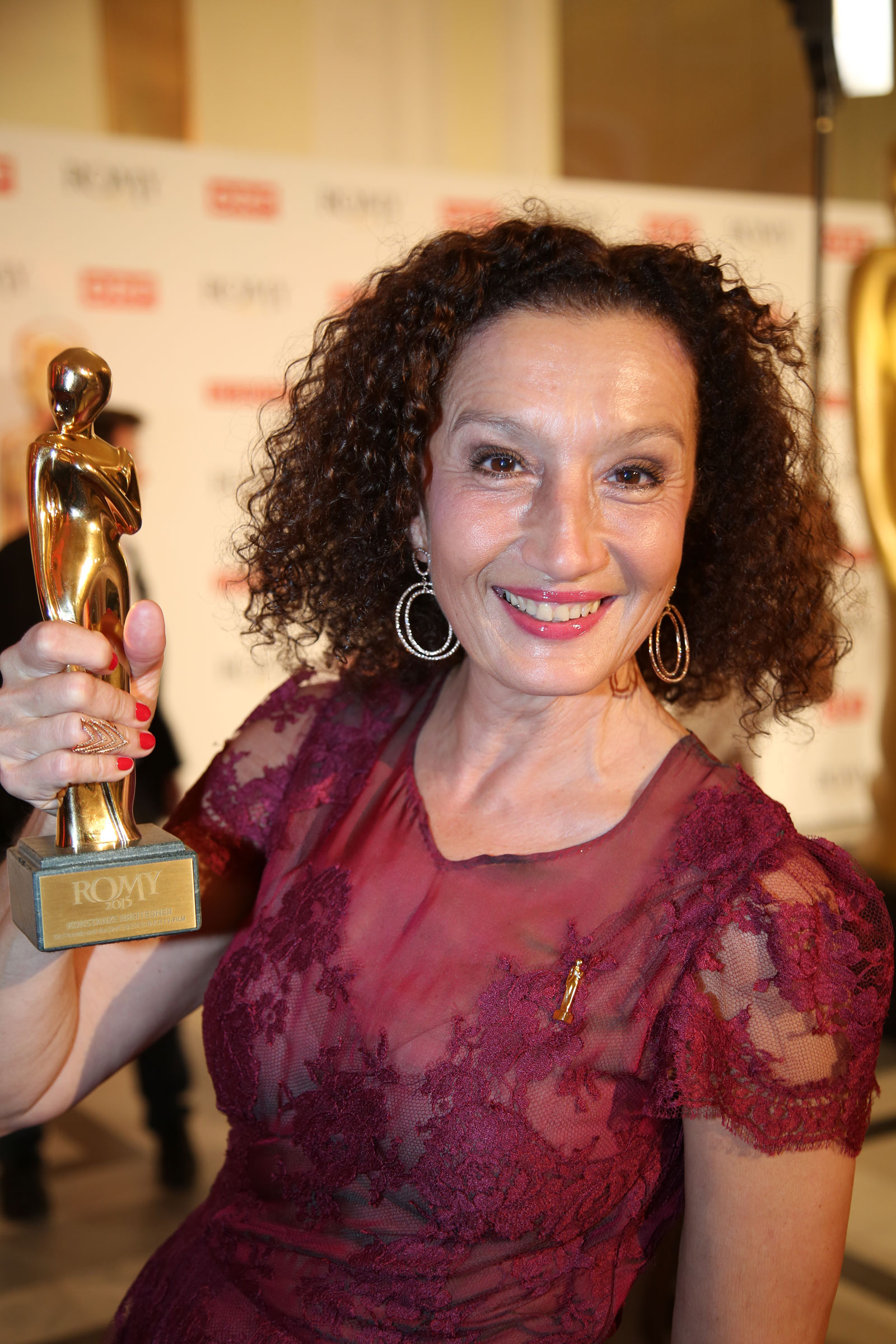
Breitebner mit ihrer Romy in der Kategorie Bestes Buch TV-Film 2015

- Filmfestival San Remo als Beste weibliche Hauptdarstellerin in Day and Night
- 1984/1985 Karl-Skraup-Preis als Beste Nachwuchsdarstellerin
- 2015: Romy in der Kategorie Bestes Buch TV-Film für Die Fremde und das Dorf[3]